# Nationale sport
Een nationale sport is een sport of fysieke activiteit die cultureel van groot belang is of diep verankerd is in een land, en dient als nationaal symbool en een intrinsiek element voor de identiteit en cultuur van een land.
Verschillende soevereine staten en deelstaten hebben een specifieke activiteit formeel erkend als hun nationale sport, waarbij zij doorgaans de voorkeur geven aan sporten waarvan de oorsprong uit hun eigen land komt. Overigens is de aanduiding van een nationale sport in veel andere landen een informele erkenning die wordt verleend aan een sport die ofwel breed wordt omarmd of een historische en culturele betekenis heeft voor dat land.

## Officiële nationale sport
Een officiële nationale sport is een sport of activiteit die door de overheidsinstanties formeel is erkend en aangewezen als een nationale sport van een bepaald land. Deze erkenning komt vaak tot stand via wetgeving of decreten.
Het volgende is een lijst met officiële nationale sporten:
| Land        | Sport               | Jaar van erkenning |
| ----------- | ------------------- | ------------------ |
| Argentinië  | Pato                | 1953               |
| Canada      | IJshockey, lacrosse | 1994               |
| Chili       | Chileense rodeo     | 1962               |
| Colombia    | Tejo                | 2000               |
| Filipijnen  | Eskrima             | 2009               |
| Mexico      | Charrería           | 1933               |
| Nepal       | Volleybal           | 2017               |
| Puerto Rico | Paso fino           | 1966               |
| Uruguay     | Destrezas criollas  | 2006               |
| Zuid-Korea  | Taekwondo           | 2018               |

## Onofficiële nationale sport
Een onofficiële nationale sport is een sport of activiteit die binnen een bepaald land een aanzienlijke populariteit of culturele en historische betekenis heeft, maar geen wettelijke erkenning heeft. Deze informele nationale sporten weerspiegelen doorgaans de voorkeuren van een land en hun waargenomen verbinding met de cultuur en identiteit van het land. 
| Land                     | Sport               |
| ------------------------ | ------------------- |
| Afghanistan              | Buzkashi            |
| Anguilla                 | Bootracen           |
| Antigua en Barbuda       | Cricket             |
| Bangladesh               | Kabaddi             |
| Barbados                 | Cricket             |
| Bermuda                  | Cricket             |
| Bhutan                   | Boogschieten        |
| Brazilië                 | Capoeira            |
| China                    | Tafeltennis         |
| Cuba                     | Honkbal             |
| Dominicaanse Republiek   | Honkbal             |
| Engeland                 | Voetbal, cricket    |
| Finland                  | Pesäpallo           |
| Grenada                  | Cricket             |
| Guyana                   | Cricket             |
| Haïti                    | Voetbal             |
| Ierland                  | Gaelic games        |
| India                    | Cricket, hockey     |
| Indonesië                | Pencak silat        |
| Jamaica                  | Cricket             |
| Japan                    | Sumo                |
| Letland                  | IJshockey           |
| Litouwen                 | Basketbal           |
| Madagaskar               | Rugby union         |
| Nieuw-Zeeland            | Rugby union         |
| Noorwegen                | Langlaufen          |
| Oostenrijk               | Alpineskiën         |
| Pakistan                 | Hockey              |
| Papoea-Nieuw-Guinea      | Rugby League        |
| Peru                     | Paleta frontón      |
| Polen                    | Speedway, volleybal |
| Roemenië                 | Oină                |
| Rusland                  | Bandy               |
| Schotland                | Golf                |
| Servië                   | Basketbal           |
| Slovenië                 | Alpineskiën         |
| Spanje                   | Voetbal             |
| Sri Lanka                | Volleybal           |
| Thailand                 | Muay Thai           |
| Turkije                  | Olieworstelen       |
| Turks- en Caicoseilanden | Cricket             |
| Venezuela                | Honkbal             |
| Verenigde Staten         | Honkbal             |
| Wales                    | Rugby union         |